# Rachel Bootsma
Rachel Kristine Bootsma (ur. 15 grudnia 1993 w Robbinsdale) – amerykańska pływaczka, specjalizująca się w stylu grzbietowym.
Mistrzyni olimpijska z Londynu (2012) w sztafecie 4 x 100 m stylem zmiennym. Na tych samych igrzyskach była również 11. na 100 m grzbietem. Dwukrotna mistrzyni igrzysk panamerykańskich z Guadalajary (2011).